# Anthony Ortega
Anthony Robert Ortega, noto anche come Tony Ortega (Los Angeles, 7 giugno 1928 – Encinitas, 30 ottobre 2022), è stato un clarinettista, sassofonista e flautista statunitense.

## Biografia

### Primi anni
Ortega è nato a Los Angeles. Ha iniziato a suonare il sassofono all'età di 14 anni e ha studiato lo strumento sotto Lloyd Reese. Fu fortemente influenzato e introdotto ai musicisti da suo cugino, Ray Vasquez.

### Carriera
Nel 1947 Ortega suonò con Earle Spencer. Dal 1948 al 1951 prestò servizio nell'Esercito degli Stati Uniti. Divenne un membro del gruppo di Lionel Hampton, che fece tournée in Europa, mentre registrò anche con Gigi Gryce, Art Farmer e Milt Buckner, nonché con musicisti norvegesi mentre era ad Oslo nel 1954. Al Penguin jazz club di Oslo incontrò anche la sua futura moglie, la pianista e vibrafonista Mona Ørbeck. Si sposarono l'anno successivo. Al suo ritorno nel sud della California, mise insieme una band e lavorò per un breve periodo a Los Angeles, ma si trasferì a New York nel 1955, suonando con Nat Pierce per due anni. Nel 1958 tornò a Los Angeles, dove lavorò con Paul Bley, Claude Williamson ed i Lighthouse All Stars.
Negli anni sessanta suonò soprattutto nel sud-ovest e in California, e lavorò su colonne sonore come L'uomo del banco dei pegni (1964). Registrò la colonna sonora del film Gloria (1980) con Gena Rowlands. Si può sentire suonare durante il film con Tommy Tedesco alla chitarra.
Ha lavorato con Don Ellis e Gerald Wilson nel 1965 e con Lalo Schifrin nel 1968. Nei primi anni 1970 fece una tournée a livello internazionale con Quincy Jones e continuò a lavorare con Wilson nel 1980. Ha girato e registrato a Parigi diverse volte negli anni '90. Nell'ottobre 2021 si esibiva ancora attivamente al Mr. Peabody a Encinitas, California.

## Discografia
- A Man and His Horns (1956)
- Chamber Music for Moderns con il Nat Pierce Quintet (Coral, 1957)
- Jazz for Young Moderns (And Old Buzzards, Too) (Bethlehem, 1958?)
- New Dance (Revelation, 1967)
- Permutations (Revelation, 1968)
- A Delanto (Jazz Chronicles, 1976)
- Rain Dance (Discovery, 1978)
- On Evidence (Evidence, 1992)
- Neuf (Evidence, 1996)
- Bonjour (Harmonia Mundi, 2001)
- Scattered Clouds (hatOLOGY, 2001)
- Afternoon in Paris (hatOLOGY, 2007)